# Feria Mediterránea de Manresa
La Feria Mediterránea de Manresa en catalán Fira Mediterrània de Manresa es un mercado de propuestas artísticas que utilizan la raíz, la tradición y la cultura popular como motor creativo. Se celebra anualmente desde el año 1998 y se ha convertido en un marco de intercambios entre profesionales del sector que venden y compran espectáculos.
La mayoría de actividades de Fira Mediterrània están abiertas al gran público. De hecho, la Fira utiliza una serie de escenarios muy céntricos. Sin embargo, uno de los pilares esenciales en que se fundamenta son las múltiples actividades reservadas a profesionales, como jornadas técnicas, lonja de contratación, reuniones de redes de cooperación y presentaciones. En este sentido, junto con Feria de Tárrega, el Mercado de Música Viva de Vic, el Sismògraf de Olot, la Mostra d'Igualada y la Fira Trapezi de Reus, integra el mapa de mercados artísticos de la Generalidad de Cataluña. 
La Fira forma parte de la Anna Lindht Foundation, la Coordinadora de Ferias de Artes Escénicas del Estado español (COFAE), el Forum of Worldwide Music Festivals (FWMF), la European Folk Network y el programa Apropa Cultura.

## Características
La Fira Mediterrània tiene un carácter interdisciplinario y aglutina diferentes lenguajes artísticos: artes visuales, circo, danza, exposiciones, música, narración oral y teatro. Los espectáculos programados son de diferentes formatos -pequeño, medio o grande-, de sala o de calle, y dirigidos tanto al público adulto como al familiar.
La 27ª edición se celebró en Manresa del 10 al 13 de octubre de 2024.
La Fira Mediterrània trabaja con los 360 grados de la raíz tradicional, partiendo del grado inicial, el patrimonio inmaterial y la herencia cultural, pasando por las asociaciones de cultura popular y tradicional, que trabajan a partir del patrimonio inmaterial conectándolo con la sociedad, y finalmente, el sector profesional, los artistas que crean a partir de esta tradición. La Fira Mediterrània pone especial énfasis en el intercambio, la interrelación y la intersección de todos ellos.
Se trata de una feria multidisciplinar que en su programación plantea tres grandes itinerarios, uno de música con la escena mediterránea de músicas del mundo y música folk donde destacan las novedades de la escena catalana de raíz; uno de artes escénicas con la danza, el teatro, el circo, las artes de calle y las propuestas de público familiar que crean a partir del patrimonio inmaterial y de la cultura popular y tradicional; y uno de cultura popular y asociacionismo poniendo énfasis en su maridaje con el sector profesional de las artes y también mirando hacia el patrimonio inmaterial del Mediterráneo.
Este planteamiento se concreta con una programación integrada por propuestas que parten de la raíz tradicional como motor creativo, una raíz con miradas poliédricas, y que nos habla en presente.
Paralelamente, la Lonja profesional es un punto privilegiado de contacto y compra-venta tanto del sector de las artes escénicas (circo, familiares, artes de calle...) como de las músicas del mundo. La Lonja es un foro donde se ponen en contacto artistas y creadores, programadores, gestores culturales, instituciones, entidades del 3r sector, asociacionismo e industrias culturales para hablar de las nuevas oportunidades que se presentan, desde una óptica internacional, en torno a temas como la relación entre tradición y artes escénicas, comunidad, participación y el retorno social de la cultura, entre muchos otros. 
Durante tres días la Lonja profesional se convierte en un importante núcleo de encuentro profesional, con expositores, jornadas profesionales, presentaciones de proyectos culturales, showcases (cápsulas artísticas), reuniones rápidas (speed datings) y trabajo en red.
Un aspecto innovador y enriquecedor de estas iniciativas es el hecho de que en la Fira, a diferencia de otros espacios de debate profesional, algunos de los proyectos expuestos se pueden ver también sobre el escenario.
El programa es posible gracias al Departamento de Cultura de la Generalidad de Cataluña y el Ayuntamiento de Manresa, que integran la fundación organizadora, y la Diputación de Barcelona.

## Objetivos
Los objetivos de la feria son: 
- Potenciar la creación, la contratación y la circulación nacional e internacional de proyectos que unen la creación contemporánea con la cultura de raíz.
- Ser núcleo de encuentro, tendencias e ideas en el ámbito de la cultura tradicional y optenciar los vínculos con el trabajo comunitario, la participación y la ampliación de la base social de la cultura.
- Consolidarse como mercado líder en España en músicas del mundo y folk.
- Potenciar la capacidad de exportación de artistas y cultura catalana.
- Ser puerta de entrada a España de proyectos escénicos y musicales internacionales.
- Actuar como punto de encuentro de profesionales a nivel internacional.

## Dirección artística
Los directores/as artísticos/as de la Fira Mediterrània de Manresa han sido:
- Lluís Puig (1998-2000)
- Jordi Bertran (2001-2005)
- Toni Xuclà (2006-2007)
- Tere Almar (2008-2011)
- David Ibáñez (2012-2018)
- Jordi Fosas (2019-actualidad)

## Publicaciones
Discografía
- 16a Fira Mediterrània de Manresa, Enderrock, 216, 2013.
- 15a Fira Mediterrània de Manresa, Enderrock, 204, 2012.
- 14a Fira Mediterrània de Manresa, Sons de la Mediterrània, 24, 2011.
- 13a Fira Mediterrània de Manresa, Sons de la Mediterrània, 18, 2010.
- 12 Mediterrània. Fira d'espectacles d'arrel tradicional, Sons de la Mediterrània, 13, 2009.
- 11 Mediterrània. Fira d'espectacles d'arrel tradicional, Sons de la Mediterrània, 7, 2008.
- 10ª Mediterrània. Fira d'espectacles d'arrel, Sons de la Mediterrània, 1 / World Music Magazine, 87, 2007.
- 9a Fira Mediterrània d'espectacles d'arrel tradicional, Folc, 31 / World Music Magazine, 81, 2006.
- 8ª Fira d'espectacles d'arrel tradicional Mediterrània, Folc, 25, 2005.
- Mediterrània. 7ª Fira d'espectacles d'arrel tradicional, Folc, 19, 2004.
- 6ª Fira d'espectacles d'arrel tardicional a Manresa, Folc, 14, 2003.
- Fira d'espectacles d'arrel tradicional Manresa, Folc, 9, 2002.
- Fira d'espectacles d'arrel tradicional, Folc, 5, 2001.
- 3a Fira d'espectacles d'arrel tradicional de Manresa, Folc, 1, 2000.